# Mario Alberto Castaño Molina
Mario Alberto Castaño Molina (La Estrella, Antioquia, 1953 - Medellín, Antioquia, 19 de marzo de 1993) conocido por el alias de El Chopo, fue un sicario, terrorista y narcotraficante colombiano, miembro del Cartel de Medellín. Fue el principal jefe de seguridad de Pablo Escobar.
También se sabe que era uno de los miembros más leales y temidos de Pablo Escobar.
A El Chopo se le atribuyen varios atentados que dejaron 200 muertos, entre 1992 y 1993.
Fue abatido por la policía en 1993. Según miembros de la Fuerza Pública de Colombia, «La muerte de 'El Chopo', es el origen de todos los golpes al cartel de Medellín»,resultado de una operación.

## Trayectoria criminal
Castaño trabajaba como mesero de un hotel en la ciudad de Medellín. En algún momento, Pablo Escobar frecuentó el hotel y conoció a Castaño Molina, con quien tuvo cierta afinidad. En aquella época le llamaban El Tartamudo, sin embargo, Castaño Molina asesinó a dos personas por este apodo. Esto motivó a Pablo Escobar a reclutarlo y llamarlo El Chopo, palabra que hace referencia al arma de fuego fusil en la comunas de Medellín.
Ya en el cartel, El Chopo fue entrenado. Después asumió como jefe militar del cartel. Pablo Escobar le llegó a calificar como El Rey de los Bandidos.
Y quién tras la muerte de Gonzalo Rodríguez Gacha en diciembre de 1989, también se volvió mano derecha de Escobar, a lado de miembros como John Jairo Arias alias Pinina, Brances Muñoz Mosquera (alias Tyson), Jhon Jairo Velásquez alias Popeye y Guillermo Zuluaga Salazar alias Cuchilla. 
También quien a lado de John Jairo Posada Valencia alias (el Titi), fue quien robó una caleta de Fernando Galeano Berrío “El Negro” y Gerardo “Kiko” Moncada Cuartas, socios de Pablo Escobar en 1992, y encargado a lado de otros sicarios, de asesinarlos, en la cárcel La Catedral (prisión) y que fue uno de los motivos, de la caída del Cartel de Medellín.  

## Muerte
Tras la captura de Juan Carlos Londoño, alias Juan Caca, quien fue interrogado por la policía para poder dar con el paradero de El Chopo, sin más complicaciones ni esperas, Juan Caca lo delató rápidamente, donde dio su ubicación con exactitud, quedando la policía a la pista de dar de baja o capturar a este hombre.
Finalmente, el 19 de marzo de 1993, un hombre encapuchado llegó al edificio Bancoquia, estando en el piso 20 Castaño, lugar donde llegó el grupo del Bloque de Búsqueda guiado por un hombre encapuchado, este hombre era Juan Caca, el cual orientó en el transcurso de la operación a las autoridades. La operación fue llevada con eficacia y fue realmente rápida, donde cuatro de los agentes entraron silenciosa y sigilosamente al piso donde se resguardaba Castaño, El Chopo se percató del operativo muy tarde, estaba tirado en su cama, cuando entraron al apartamento, Castaño agarró una pistola que tenía en una mesa al lado de la cama y salió disparando de la habitación, vació todo el cargador de su pistola, pero no acertó ningún disparo, a lo que los agentes respondieron a Castaño disparando sus fusiles, finalmente cayendo abatido Castaño a manos del grupo de elite de la policía. Se cree recibió aproximadamente 48 disparos.
Fue el último jefe militar que sirvió al Cartel de Medellín.

## En la cultura popular
En la novela y serie Pablo Escobar, el patrón del mal es interpretado por el actor Andrés Felipe Torres, el personaje tiene como apodo en la serie El Topo.
En la serie Tres Caínes es interpretado por Freddy Ordóñez, el personaje tiene como apodo en la serie El Chupo.